# Dead Letter Circus
Dead Letter Circus — группа альтернативного рока из Брисбена, Австралия, ставшая одним из наиболее популярных коллективов в австралийском роке.

## История
Группа была образована в 2005 году. До тех пор трое участников участвовали в проекте Ochre, но после распада Ким Бензе (вокал), Роб Марик (гитара), Стюард Хилл (бас) и Люк Уильямс (ударныe) нашли себя в Dead Letter Circus.
После продолжительной работы было выпущено первое официальное издание группы — Dead Letter Circus (EP) в 2007 году, состоящая из шести треков, в следующем году издан ещё один EP — Next In Line из трех треков.
Затем некоторое время ребята занимались концертной деятельностью, выступая на фестивалях Big Day Out и Come Together Music Festival, а также разогревая грандов австралийской сцены Many Machines On Nine, Sydonia и Sleep Parade. Конечно же, группа дала несколько сольных концертов, съёмки с которых дали материал для клипа на песню Reaction.
Конец 2009 года ознаменовался выходом сингла The Space On The Wall, обложкой к которому послужила работа художника Камерона Грея. На эту песню был снят шуточный клип, бюджет которого по заверениям группы составил 50$, включая ланч.
Наконец, 14 мая 2010 года группа оповестила поклонников о выпуске дебютного альбома This Is The Warning, включающего 12 треков. Альбом стал логическим завершением формирования уникального стиля группы, который полюбился многим слушателям. В течение месяца были сняты два клипа на песни Big и One Step. После группа отправилась в турне по Австралии и Новой Зеландии.

## Участники
- Ким Бензе — вокал
- Роб Марик — гитара
- Стюард Хилл — бас-гитара
- Люк Уильямс — ударные
- Том Скерлей — гитара, клавишные и перкуссия

### Бывшие участники
- Скотт Дэйви — ударные (2005—2008)

## Дискография

### EPs
- Dead Letter Circus  (2007)

### Альбомы
- This Is the Warning (2010)
- The Catalyst Fire (2013)
- Aesthesis (2015)
- The Endless Mile (2017)
- Dead Letter Circus (2018)

### Синглы
- «Disconnect and Apply» (2005)
- «Reaction» (2008)
- «Next in Line» (2008)
- «The Space on the Wall» (2009)
- «Big» (2010)
- «One Step» (2010)
- «Cage» (2010)